# Dido and Aeneas
Dido and Aeneas (en anglès, Dido i Enees) és una òpera barroca en un pròleg (perdut) i tres actes, escrita no més tard del juliol de 1688 pel compositor anglès Henry Purcell, sobre un llibret de Nahum Tate. Està basada en un episodi del IV llibre de l'Eneida de Virgili. D'una duració d'una hora aproximadament, va ser representada per primera vegada el novembre o desembre de 1689 a la Boarding School for Girls, a Chelsea, Londres. L'ària Lament de Dido és la més coneguda.
És l'única obra de Purcell realment considerada com una òpera, les altres (La reina de les fades, El rei Arthur, etc.) són més aviat semi-òperes o mascarades destinades a ser interpretades al teatre per la presència de recitatius. La forma de Dido and Aeneas la fa semblant a Venus i Adonis de John Blow.
La història d'Enees, fugitiu de Troia i refugiat a Cartago, ja havia sigut tractat per alguns músics i ho continuaria sent fins al segle xix, per exemple en Les Troyens de Berlioz. Tanmateix no hi ha cap altre cas d'una concentració tan perfecta de tots els fets en un espai de temps tan reduït com és aquesta obra. L'escena transcorre en una cort barroca en la qual els cortesans confien en el fet que la boda de la reina asseguri la pervivència del regne.
També és curiós observar com Dido and Aeneas s'adapta als corrents francesos del seu temps, amb una distribució del material musical en àries curtes, interludis orquestrals, cors i ballets.

## Representacions
Després de l'estrena, Dido and Aeneas no va tornar a aparèixer en cap escenari fins al 1895, data en què, amb motiu del bicentenari de la mort de Purcell, el Royal College of Music de Londres va oferir una segona representació de l'obra.

## Argument

### Pròleg. Al mar[2]
Després de la tempesta marina descrita en l'obertura, Phoebus, déu de la llum i la música, anima els tritons i les nereides a cantar a un nou amor que ha de néixer. Ella i ell (personatges anònims encara) es declaren amor etern, un amor que només podrà separar la mort. El cor canta a Thetis, deessa del mar, perquè faci possible aquest amor.

### Acte I
En l'obertura, la tempesta desvia el vaixell d'Aeneas, que ha rebut el mandat de Júpiter de fundar la nova Troia (Roma) a les ribes de Cartago.
Escena I. Al palau de Dido.
Dido, reina de Cartago, es lamenta per la seva desgràcia, convençuda que el seu amor no és correspost. Belinda, la seva germana i dama de companyia, juntament amb la segona dama (Second Woman) procuren d'animar-la apel·lant al fet que té ennuvolada la ment fins al punt de no veure la realitat. Li demanen que rebi l'enamorat Aeneas. El príncep troià, captivat per la bellesa de Dido, li declara el seu amor i ella el correspon. El poble canta la unió dels dos monarques, perquè portaran la felicitat i la prosperitat a Cartago.

### Acte II
Escena I. A la cova de les bruixes.
La fetillera Sorceress, davant les seves bruixes i espectres, conspira per acabar amb la unió dels dos amants i provocar la caiguda de Cartago. Sorceress decideix que, després de la cacera, apareixerà davant Aeneas amb l'aparença de Mercuri i li ordenarà de fer cas a Júpiter i abandonar Cartago i Dido per refundar Troia. El cor de bruixes manifesta autocomplaença per la maldat de què són capaces.
Escena II. Al bosc.
La cort gaudeix d'un encantador dia de cacera, però de sobte es desencadena una forta tempesta que fa córrer tothom cap a la ciutat. Aeneas, però, és interceptat pel fals Mercuri. Aquest li anuncia que aquella mateixa nit ha de partir per no fer enfadar Júpiter. Aeneas accepta la seva missió abnegat, però es lamenta pel seu amor envers Dido i no sap com explicar-li la seva partença.

### Acte III
Escena I. Al port.
Un mariner anima els seus companys a preparar els vaixells per a la partença, abans fins i tot que Dido conegui la marxa imminent d'Aeneas. Les bruixes observen l'escena encantades pel que han aconseguit i predient que Dido morirà aquella mateixa nit. L'escena acaba amb una dansa de les bruixes amb els mariners.
Escena II. Al palau de Dido.
Aeneas intenta persuadir Dido que la seva intenció no era abandonar-la, tan sols volia fer enfadar els déus. Ara està decidit a quedar-se a Cartago malgrat l'ordre de Júpiter. En un duet trepidant, una Dido ofesa obliga Aeneas a anar-se'n, malgrat que sap que això provocarà irremissiblement la seva mort. En el Lament de Dido, la paraula “recorda'm” es repeteix una vegada i una altra. Sobre el cadàver de Dido, un cor de cupidos ploren el cor trencat de la reina i, tot llançant roses damunt la seva tomba, prometen restar al seu costat per no abandonar-la mai.